# Mangualde
Mangualde ist eine Stadt und ein Kreis (Concelho) in Portugal mit 9385 Einwohnern (Stand 30. Juni 2011).

## Geschichte
Dolmen (wie die Anta da Cunha Baixa) und andere Funde belegen eine vorgeschichtliche Besiedlung. Häuptling Viriathus operierte hier in seinem erfolgreichen Kampf der Lusitaner gegen die Römer. Nach dessen Ermordung 139 v. Chr. eroberte Decimus Brutus auch diesen Landstrich für die Römer. Römerstraßen verliefen hier, insbesondere die Straße von Bracara Augusta (Braga) nach Emerita Augusta (Mérida). Auch die Gewinnung von Mineralien in Minen betrieben die Römer.
Nach dem Einfall von Westgoten im 5. Jahrhundert n. Chr. eroberten die Mauren im 8. Jahrhundert auch die Gegend des heutigen Mangualde. Sie bauten die hiesige Festung aus und benannten den Ort nach ihrem Statthalter Zurara oder Azurara. Im Verlauf der Reconquista eroberte Ferdinand I. (León) den Ort 1058 von den Arabern.
Erste Stadtrechte wurden Azurara im Jahr 1102 verliehen, von D.Teresa und ihrem Sohn D.Afonso Henriques, dem späteren ersten König des Landes. Erste Stadtrechte des seit 1140 unabhängigen Königreich Portugals erhielt der Ort 1217 von König D.Afonso II, die Manuel I. im Zuge seiner Verwaltungsreformen 1514 bestätigte.
Im Verlauf des 17. Jahrhunderts erlebte Azurara einige Entwicklung, nachdem sich die Familie Paes do Amaral hier mit einem Palast niederließ und in der Folge verschiedene öffentliche Einrichtungen entstanden, darunter Gerichtsbarkeit, Markt und kirchliche Gebäude und Hilfseinrichtungen. Im 19. Jahrhundert nahm der nun Mangualde genannte Ort weiteren Aufschwung, insbesondere nach dem Anschluss an die neu errichtete Straße nach Guarda. Die Herkunft des heutigen Namens nach dem Verschwinden der Varianten der ursprünglich arabischen Bezeichnung Azurara ist ungeklärt.
Im Jahr 1986 wurde die bisherige Vila (Kleinstadt) Mangualde zur Cidade (Stadt) erhoben.

## Kultur und Sehenswürdigkeiten
Unter den verschiedenen Baudenkmälern der Stadt sind der Rokoko-Palast Palácio Anadia (auch Solar dos Pais de Amaral) der Familie Paes do Amaral aus dem 17. Jh., die L-förmig angelegte manieristisch-barocke Kirche Igreja da Misericórdia de Mangualde aus dem 18. Jh., und der Kinobau Cine-Teatro de Mangualde von 1947. Auch der historische Stadtkern als Ganzes steht unter Denkmalschutz.
Mit der Megalithanlage Anta da Cunha Baixa, den Funden der römischen Villa Citânia da Raposeira aus dem 1. Jh. v. Chr., und dem Castro do Bom Sucesso, den Burgresten an der Wallfahrtskirche Santuário de Nossa Senhora do Castelo, sind drei archäologische Ausgrabungsstätten zu besichtigen.
Die Ruinen der Villa Citânia da Raposeira wurden 1889 entdeckt und 1985–87 sowie 2013 freigelegt. Fundamente einer Schmiede sowie von Thermen wurden unweit östlich der Villa ebenfalls entdeckt. Die Anlage wurde in der Nähe der Kreuzung zweier römischer Handelsstraßen erbaut, zwischen den römischen Siedlungen Vissaium, dem heutigen Viseu und Bobadela, dem heutigen Oliveira do Hospital, und stellte möglicherweise einen Rastplatz dar, wo man nächtigen sowie Pferde wechseln und versorgen lassen konnte.

## Sport
Der 1945 gegründete, unterklassig spielende Fußballverein Grupo Desportivo de Mangualde trägt seine Heimspiele im 1.500 Zuschauer fassenden Estádio Municipal de Mangualde aus.
2003 war Mangualde eine Austragungsstätte der U-17 Fußball-Europameisterschaft.

## Verwaltung

### Kreis
Mangualde ist Sitz eines gleichnamigen Kreises. Die Nachbarkreise sind (im Uhrzeigersinn im Norden beginnend): Penalva do Castelo, Fornos de Algodres, Gouveia, Seia, Nelas sowie Viseu.
Mit der Gebietsreform im September 2013 wurden mehrere Gemeinden zu neuen Gemeinden zusammengefasst, sodass sich die Zahl der Gemeinden von zuvor 18 auf zwölf verringerte.
Die folgenden Gemeinden (freguesias) liegen im Kreis Mangualde:

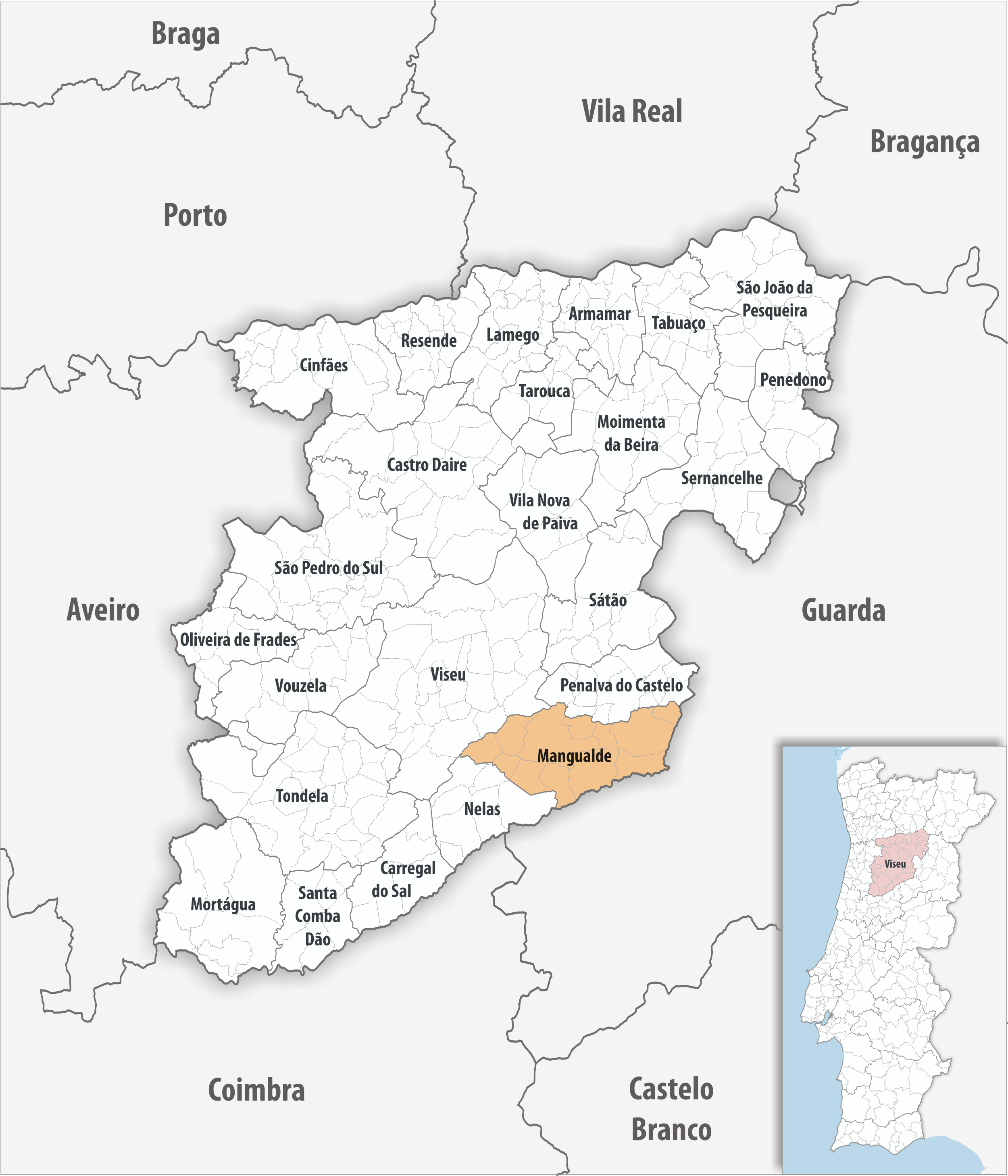
Kreis Mangualde

| Gemeinde                                  | Einwohner (2021) | Fläche km² | Dichte Einw./km² | LAU- Code |
| ----------------------------------------- | ---------------- | ---------- | ---------------- | --------- |
| Abrunhosa-a-Velha                         | 440              | 17,30      | 25               | 180601    |
| Alcafache                                 | 811              | 12,88      | 63               | 180602    |
| Cunha Baixa                               | 801              | 15,52      | 52               | 180605    |
| Espinho                                   | 951              | 14,55      | 65               | 180606    |
| Fornos de Maceira Dão                     | 1.308            | 16,25      | 81               | 180607    |
| Freixiosa                                 | 234              | 7,32       | 32               | 180608    |
| Mangualde, Mesquitela e Cunha Alta        | 9.858            | 46,25      | 213              | 180619    |
| Moimenta de Maceira Dão e Lobelhe do Mato | 727              | 7,15       | 102              | 180620    |
| Quintela de Azurara                       | 506              | 9,59       | 53               | 180614    |
| Santiago de Cassurrães e Póvoa de Cervães | 1.218            | 30,03      | 41               | 180621    |
| São João da Fresta                        | 169              | 7,41       | 23               | 180616    |
| Tavares (Chãs, Várzea e Travanca)         | 1.280            | 35,02      | 37               | 180622    |
| Kreis Mangualde                           | 18.303           | 219,27     | 83               | 1806      |

### Bevölkerungsentwicklung
| 1801   | 1849   | 1900   | 1930   | 1960   | 1981   | 1991   | 2001   | 2011   |
| 10.216 | 12.345 | 22.340 | 23.225 | 23.311 | 21.438 | 21.808 | 20.990 | 19.880 |

### Kommunaler Feiertag
- 8. September

### Städtepartnerschaften
- Vereinigte Staaten: Hartford (Connecticut)[19]

## Wirtschaft
In Mangualde befindet sich das portugiesische Produktionswerk von PSA Peugeot Citroën, unter dem Namen Citroën Lusitania S.A. Am 27. Juli 1990 wurde hier der letzte Citroën 2CV (bekannt als die Ente) produziert. An weiteren Betrieben sind metallverarbeitende Industrie, Textil- und Schuhindustrie, eine Düngemittelfabrik der Firmengruppe CUF (Companhia União Fabril), Logistikunternehmen, Möbelherstellung und Holz- und Steinverarbeitung zu nennen. Ein Großteil ist im Gewerbegebiet Zona Industrial do Salgueiro ansässig.

## Verkehr
In Mangualde endet die A35 (im Bau: Stand: April 2010), die die Stadt mit Mira am Atlantik verbinden wird. Des Weiteren liegt die Stadt an der A25, die die Orte Gafanha da Nazaré (Vorort Barra) und Vilar Formoso verbindet. Ein Bahnanschluss ist mit der Linha da Beira Alta vorhanden mit den Endpunkten Vilar Formoso und Pampilhosa.

## Söhne und Töchter der Stadt
- João Ferreira de Almeida (1628–1691), Missionar, Protestant, Übersetzer der Bibel ins Portugiesische
- Ana de Castro Osório (1872–1935), republikanisch-feministische Schriftstellerin, Kinderbuchautorin und Pädagogin
- José Albuquerque (1916–1963), Radrennfahrer, zweimaliger Sieger der Portugal-Rundfahrt
- Eduardo Abranches de Soveral (1927–2003), Philosoph und Hochschullehrer
- Jorge Coelho (* 1954), sozialistischer Politiker, mehrmaliger Minister
- Manuel de Oliveira (1940–2017), Leichtathlet
- Graça Videira Lopes (* 1952), Literaturwissenschaftlerin, Hochschullehrerin und Schriftstellerin
- José Loureiro (* 1961), Maler
- Lio (* 1962), französisch-belgische Sängerin und Schauspielerin
- Ricardo Jorge Marques Duarte (* 1982), Fußballspieler
- Filipa Rodrigues (* 1983), Fußballspielerin